# Aleksandr Oeljanov

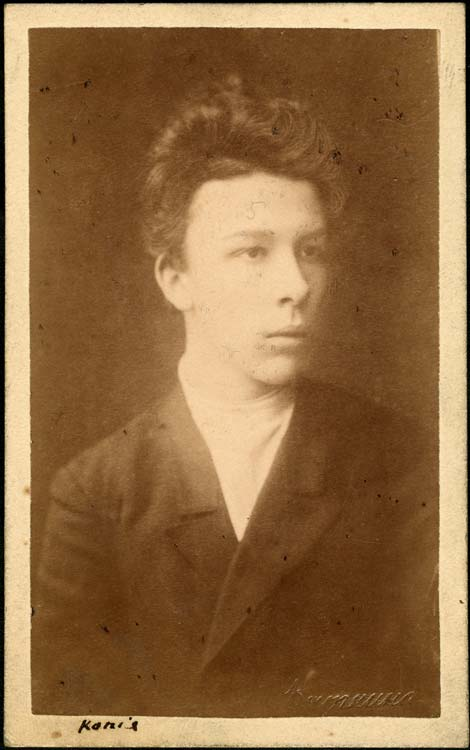
Aleksandr Oeljanov

Aleksandr Iljitsj Oeljanov (Russisch: Александр Ильич Ульянов) (Nizjni Novgorod, 13 april 1866 - Sjlisselburg, 20 mei 1887) was de oudere broer van Lenin en lid van de revolutionaire Narodnaja Volja (Wil van het Volk).
In 1883 behaalde Aleksandr Oeljanov een gouden medaille voor zijn thesis over de zoölogie van ringwormen aan de universiteit van Sint-Petersburg. In 1886 werd hij lid van de Narodnja Volja, waarvan hij mee het programma schreef.
In de maand september 1886 was hij aanwezig op een studentenbijeenkomst die door de politie uiteengedreven werd. Veertig studenten werd na dit politie-ingrijpen de toegang tot de universiteit ontzegd. Aleksandr was niet een van die veertig, maar hielp mee aan de protesten tegen deze uitwijzing. Na de inbeslagname van pamfletten door de politie raakten Aleksandr en anderen ervan overtuigd dat geweld de enige vorm van verzet vormde.
Zij beraamden een moordaanslag op tsaar Alexander III. Deze aanslag was gepland op 13 maart 1887, de verjaardag van  de aanslag op de tsaar Alexander II. Op 13 maart 1887 werd Aleksandr Oeljanov samen met anderen gearresteerd voor een moordpoging op tsaar Alexander III. In totaal werden 74 mensen gearresteerd, waarvan de meesten later weer werden vrijgelaten.
Onder de arrestanten waren Anna Oeljanova, de zuster van Aleksandr, en Vera Kasjkadamova. Vera Kasjkadamova was de dorpslerares in Simbirsk, de woonplaats van de Oeljanovs, en werd na haar vrijlating diegene die Aleksandrs dood aan de Oeljanovs meldde. In mei 1887 werden vijf van de arrestanten ter dood veroordeeld en opgehangen in het fort van Sjlisselburg.
Het dynamiet waarmee de moordaanslag gepleegd zou worden werd gefinancierd door de gouden medaille te verpanden. 
De dood van Aleksandr Oeljanov heeft op zijn jongere broer Vladimir, de latere Lenin, diepe indruk gemaakt en bijgedragen aan het feit dat ook Lenin in marxistische kringen kwam.